# Mad1
Mad1（mitotic arrest deficient 1）は、酵母で紡錘体チェックポイント（SAC）において機能するタンパク質である。SACは紡錘体微小管に対する染色体の接着を監視し、紡錘体が適切に形成されるまで後期の開始を防ぐ機構である。Mad（mitotic arrest deficient）という名称は、変異細胞では微小管脱重合による有糸分裂停止に欠陥がみられることに由来する。Mad1は未接着のキネトコアへ後期阻害因子であるMad2をリクルートする役割を果たし、in vivoではMad2-Cdc20複合体の形成に必要不可欠である一方で、Mad2-Cdc20複合体の競合的阻害因子としても作用する。Mad1はMps1によってリン酸化され、その他の活性とともに紡錘体チェックポイント複合体（mitotic checkpoint complex、MCC）の形成をもたらす。MCCは後期促進複合体（APC/C）の活性を阻害する。Mad1のホモログは酵母から哺乳類まで保存されており、ヒトオルソログはMAD1L1である。

## 概要
90年代初頭、酵母で微小管脱重合に応答した有糸分裂停止の欠陥が引き起こされる変異遺伝子（mitotic arrest deficient、MAD）が同定された。こうした変異細胞は、微小管重合阻害剤の存在下でも有糸分裂が停止せず、細胞分裂を遅らせることができない。同定された遺伝子にはMAD1、MAD2、MAD3などがあり、これらはすべての真核生物で保存されている。これらは前中期に活発化する経路に関与しており、姉妹染色分体の時期尚早な分離を防ぐ、いわゆる紡錘体チェックポイント（SAC）を構成している。このチェックポイントは紡錘体への染色体の接着状態を監視し、後期促進複合体（APC/C）の活性化を防ぎ、それによって細胞周期調節因子の分解を防ぐことで中期から後期への移行を阻害している。この経路において、Mad1は未接着のキネトコアに蓄積し、未接着状態のセンサーとして機能する。

## 機能

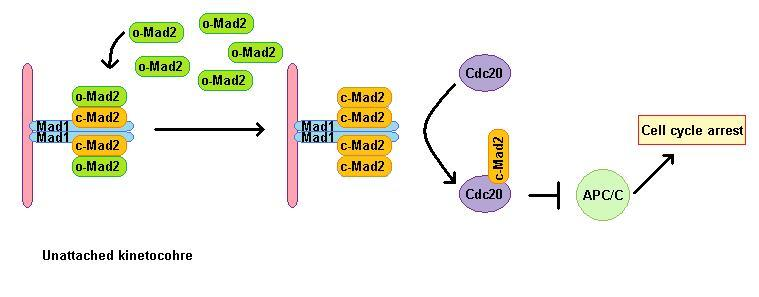
SACにおけるMad1の機能。未接着キネトコア上のMad1ホモ二量体には2分子のc-Mad2が結合し、細胞質基質のo-Mad2に対する触媒受容体を形成している。Mad1/c-Mad2/o-Mad2複合体は不活性なo-Mad2から活性型であるc-Mad2へのコンフォメーション変化を触媒する。その後、c-Mad2はCdc20に結合し、APC/Cの阻害と有糸分裂の停止を媒介する。

真核細胞は、微小管重合阻害剤の存在下で有糸分裂が停止する。SACは紡錘体の状態を監視し、すべてのキネトコアの紡錘体への適切な双極性（bipolar）の接着と、中期から後期への移行とを関連付けている。SACはAPC/Cの活性を阻害して下流のエフェクターの分解を防いでおり、この機構が活性化していない場合には後期が開始されて有糸分裂は終結する。Mad1の喪失はSACの機能の喪失をもたらす。Mad1は主に未接着のキネトコアに局在し、未接着キネトコアが1つでも存在する場合には有糸分裂の停止を引き起こす。Mad1はSACの重要な構成要素であるMad2をリクルートし、有糸分裂停止シグナルの増幅を誘導する。細胞質の遊離型Mad2は不活性な開いた（open）コンフォメーション（o-Mad2と呼ばれる）で存在している。Mad1に結合すると、Mad2は活性型である閉じた（closed）コンフォメーションをとり（c-Mad2と呼ばれる）、2分子のMad1と2分子のc-Mad2からなるヘテロ四量体ユニットを形成する。このMad1/c-Mad2ヘテロ四量体は非常に安定であり、細胞質の遊離型o-Mad2に対する触媒受容体として機能する。遊離型o-Mad2はこの受容体に結合することで、コンフォメーションがc-Mad2へ変化する。こうして形成されたc-Mad2は未解明の機構でCdc20へ移行し、Cdc20/c-Mad2複合体を形成する。この複合体は紡錘体チェックポイント複合体（MCC）の必須の構成要素である。MCCはAPC/Cに結合して阻害し、有糸分裂の進行を停止させる。

## 調節
リン酸化を通じてMad1の機能調節に関与することが示唆されている、上流のキナーゼが2種類存在する。Mps1はMad1をリン酸化し、Mad1とMad2のキネトコアへの局在、そして両者の相互作用ダイナミクスを調節していると考えられている。もう1つのキナーゼBUB1は、Mad1をキネトコアへリクルートし、キネトコアが未接着状態の場合にはMad1を活性化する。キネトコアが紡錘体に接着すると、SACの阻害因子であるp31cometがMad1を阻害し、Mad1を介したMad2のコンフォメーション変化、そしてMad2のCdc20への結合が防がれる。

## 構造的特徴

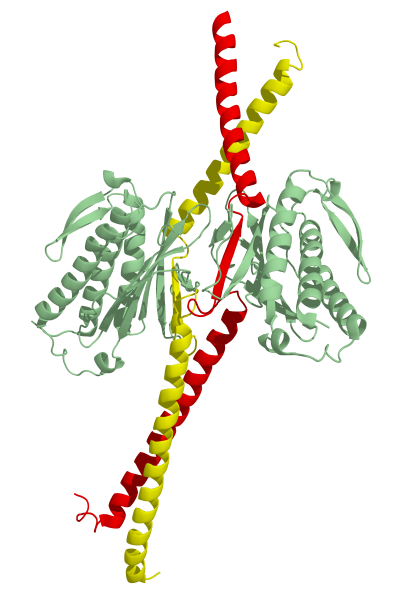
Mad1-Mad2複合体の結晶構造。Mad1が黄色と赤、Mad2が薄緑で示されている。

生化学的手法により、Mad1は約90 kDa、718残基からなり、特徴的な桿型のコイルドコイルタンパク質であることが1995年に予測され、その直後に結晶構造が報告された。その後、2002年にはヒトのMad1-Mad2四量体複合体の結晶構造が発表された。実験的制約により、Mad1は484番から584番残基のみの構造が示された。伸長した構造をとった2つのMad1単量体は、N末端側のヘリックス（α1）が平行型コイルドコイルを形成することで強固に保持されており、コイルドコイル末端からはMad2へ向かい、約20残基の後にもう1つのヘリックス（α2）を形成する。Mad2結合ドメインはヘリックスα1とα2の間の領域に位置する。この領域のN末端部分は柔軟で、2つのMad1単量体で異なるコンフォメーションをとっており、そのため複合体は非対称的構造となっている。熱力学的研究により、Mad1はMad2-Cdc20複合体形成速度を低下させる機能を果たしており、そのためin vivoでは競合的阻害剤として作用していることが示唆された。さらに、Mad1-Mad2間の結合部位は複合体構造の内側に埋まっており、Cdc20は結合部位へアクセスすることができない。またMad1-Mad2間の結合は、Mad2のC末端がMad1に対してフォールディングしているという点で独特である。そのため、Mad1-Mad2複合体からのMad2の放出には、これまで知られていないコンフォメーション変化機構が必要となると結論付けられている。

## がん
染色体数のミスマッチ（異数性）は、ダウン症候群などの疾患の原因となり、またがん細胞でも高頻度で生じしている。SACの必要不可欠な機能を考えると、SACの変異、特にSACの不活性化は腫瘍形成の原因となる、または少なくとも腫瘍形成を促進する可能性が推測される。しかしながらこの推測に反して、がん細胞ではSACの構成要素が存在しない場合にはアポトーシスが引き起こされることが示されている。このことはSACの不活性化が急速に分裂を行っているがん細胞を死滅させる方法の1つとなる可能性を提起しているが、Mad1、SAC、アポトーシスとがんの間の分子的関係の理解は十分ではない。